# Scalawag
Pour le film, voir Scalawag (film).
 (juillet 2023).

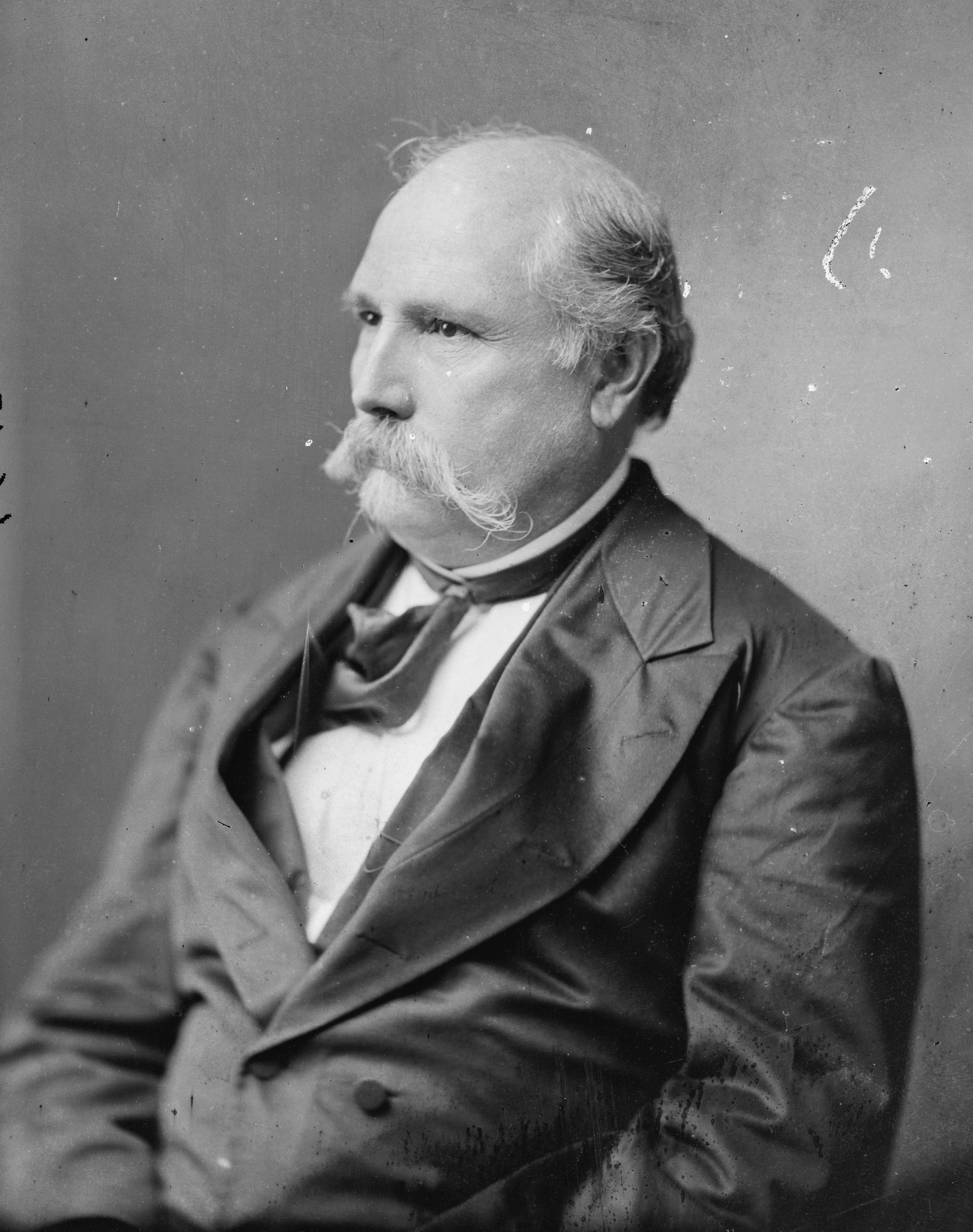
Ancien général confédéré, James L. Alcorn (1816-1894), gouverneur puis sénateur du Mississippi, ami politique de son collègue noir Hiram Rhodes Revels, était un des principaux meneurs des scalawags.

Scalawag est un sobriquet péjoratif américain (dérivé d'un mot écossais), utilisé après la guerre de Sécession pour désigner les sudistes blancs accusés de se plier, par intérêt politique ou autre, voire par indigence, aux conditions de la reconstruction imposée par les républicains nordistes.
Il ne faut pas les confondre avec les carpetbaggers, terme utilisé pour désigner des gens du Nord venus dans le Sud à la suite de cette reconstruction. Les scalawags, sont vus dans cette lecture sudiste, comme des collaborationnistes, ou profiteurs, occupants, entre autres, des postes importants au sein des institutions du Sud ou confédérées (notamment ceux de gouverneurs, mais aussi dans des postes plus modestes) entre la seconde moitié des années 1860 et la première moitié des années 1870. Ce terme peut aussi désigner des acteurs du secteur économique au autres[incompréhensible], propices à la Reconstruction, puis propices notamment à la fin de la politique de ségrégation.
Né en Écosse au XVIIe siècle, ce terme péjoratif désigne la situation misérable des habitants du village de Scalloway. Le terme scalawag devient synonyme de « vagabond » dans l'argot anglais, avant de passer dans le langage familier américain. Il était aussi utilisé sur les marchés aux bestiaux pour qualifier des animaux de mauvaise condition physique, rétifs.
Le terme est repris en 1867 dans plusieurs journaux des États du Sud pour qualifier indistinctement l'ensemble des républicains œuvrant dans les anciens États confédérés, qu'il s'agisse de sudistes blancs, de carpetbaggers nordistes ou d'affranchis noirs. Ce n'est qu'au cours de l'année 1868 que l'usage de ce sobriquet se précise pour s'appliquer exclusivement aux sudistes blancs soutenant la politique du Nord, ceux-ci étant considérés comme des renégats ou des traîtres par leurs compatriotes qui n'acceptent pas ce qui est alors vécu comme des vexations, des abus de pouvoir, une renonciation (notamment l'émancipation des anciens esclaves), vécus comme imposées par les républicains du Nord après 1865.
Des sudistes modérés (déjà désignés comme scalawags) avait adopté une attitude loyaliste envers l'Union au début de la guerre de Sécession. Initialement démocrates, ces sudistes unionistes ont souvent ensuite opté pour le parti de Lincoln après la victoire du Nord.
La caricature type du scalawag est celui d'un homme de classe moyenne, plutôt instruit et vivant à l'écart des grandes plantations (le "vrai Sud"). Dans cette vision, elle aussi caricaturale du Sud, la coopération des scalawags avec les républicains nordistes est vue alors vu comme acceptée par opportunisme plus que par conviction politique, humaniste ou vision historique (la résistance étant considérée comme vaine et contreproductive). Si on retient ce terme d'un point de vue sociologique, avec l'ambiguïté que cela représente, comme terme, catégorie caricaturale donc (tant le terme s'est inscrit dans la culture sudiste, mais aussi dans la culture américaine) il désigne alors de manière indistincte, des acteurs politiques, économiques, culturels du Sud, progressistes sur le plan économique, voir politique, mais néanmoins plus conservateurs, modérés ou réticents que leurs "alliés" carpetbaggers sur la question des droits civiques des Noirs.
Historiquement, près une période pendant laquelle les scalawags et leurs "alliés" carpetbaggers et noirs américains ont infléchi le paysage politique du Sud (années 1865-1870), ils sont écartés du pouvoir vers 1877 par une coalition de démocrates conservateurs (les Redeemers), qui mettent en place les lois Jim Crow établissant dans les textes législatifs des États du Sud, une ségrégation raciale.

## Principaux politiciens "scalawags"
- Joseph E. Brown
- Franklin J. Moses
- William G. Brownlow
- Edmund J. Davis
- Rufus Bullock
- William Woods Holden
- James L. Alcorn
- James Longstreet